# Кушан-Рішатаїм
'Кушан-Рішатаїм' -  згідно з  Книгою суддів  Біблії   був  царем "Араму двох річок",  або  ж  Арам-Нахараїму  на  івриті,  тобто північно-західної  Месопотамії,  і  першим  гнобителем ізраїльтян  після  їхнього  поселення  у  Ханаані.

## Опис у Біблії
У  перших  главах  книги суддів   Бог  передав  ізраїльтян  в  його  руки на 8  років  як  покарання  за  їхні  гріхи,  а  саме - поклоніння  чужим  богам.  Однак  коли  вони  знову  звертаються  до  свого бога - Єгови,  той  допоміг  їм  через  суддю  Отніїла,  котрий  переміг  війська  Кушан-Рішатаїма.

## Пояснення
Деякі  вчені  запропонували  свої  пояснення  біблійної  розповіді  про  цього  правителя.  Якщо  буквально  перекладати  ім'я  Кушан-Рішатаїм  з  єврейської  мови, то  це буде:  "Чорний Подвійне зло". Куш - "чорний" з івриту,  Рішатаїм - "зло двічі".   З  іншого  боку,  якщо  це  ім'я  якогось  історичного  царя,  то  це  може  бути реальне ім'я,  лише  перекручене  на  єврейській  мові,  як  це  буває  при  вимовлянні  слів  іншої  мови  своєю  мовою.  Кушан-Рішатаїм,  як  говориться  у  Біблії,  був  царем Араму  двох річок,  тобто  Межиріччя  або  Месопотамії  грецькою мовою.  Біблійний  Арам  знаходився  між  верхів'ями  річок  Євфрат  та Тігр,  звідки,  як  відомо,  вийшов  Авраам.  Події,  описані  в  книзі суддів  згідно  біблійної хронології,  відбуваються  у 14 - 11 ст. до н.е.,  після  смерті  Ісуса Навина.  Тобто,  Кушан-Рішатаїм  згідно хронології Біблії,  правив у 1-й  половині  14 ст.  до н.е.  У  верхній  Месопотамії  тоді  існувало  сильне  царство  Мітанні,  царем  якого  якраз  міг  бути Кушан-Рішатаїм.